# Муха Роман Богданович
Муха Роман Богданович (нар. 14.11.1972, Львів) — український музичний продюсер, громадський діяч, телепродюсер, радіодіджей, телеведучий.

## Життєпис
Народився 14 листопада 1972 у Львові на вул. Академіка Колесси.

### 1980
З 1980 по 1990 вчився у школі № 1 по вул. Степана Бандери (нині Львівська Академічна Гімназія). Рано почав проявляти інтерес до історії своєї країни та патріотизм. Він був першим учнем, кому після здобуття незалежності було доручено директором школи, офіційно, вивісити український прапор на даху школи навесні 1990 року.

### 1990
У 1990 році після закінчення школи Роман вступає на економічний факультет Львівського університету ім. Франка (соціологія). Восени 1990 року він починає працювати радіоведучим на першій львівській напівлегальній музичній FM-радіостанції «Вільне слово з України». Двічі на тиждень Роман виходив в ефір з музичними програмами в стилі рок.

### 1992
Навесні 1992 року Роман стає співініціатором і співзасновником радіостанції «Львівська Хвиля». У травні 1992 року відремонтована спільними зусиллями творчого колективу студія Львівської Хвилі виходить в ефір з приміщення телерадіовежі на Високому Замку.

### 1992-1996
Роман виходить в прямий ефір Львівської Хвилі з трьома програмами, присвяченими важкій музиці. «Важка потреба» — програма для любителів рок музики. Набір стилів — цієї програми — хард-рок, глем-рок, хеві-метал, треш-метал, панк-рок, ска, гранж метал. «Цвинтарний Шелест» — музика яка містила стилі — треш метал, індастріал метал, спід метал, хард кор, готичний рок, дез метал, дум метал. «Надобраніч дідьки й тьотьки» — вечірня програма що містила стилі — хард рок, поп-рок, глем рок, хеві метал. Крім музики ці програми містили пізнавально музичні частини, в яких ведучий розповідав історію гуртів, їхні історії успіху, ділився їхніми інтерв'ю та світоглядними меседжами.
У 1996 році Роман закінчує навчання у ЛНУ ім. Франка і отримує запрошення на роботу від київської радіостанції «Music Radio». В лютому 1996 року Роман переїжджає у Київ і починає працювати ведучим «Music Radio». Вже через рік йому пропонують посаду промо-директора цієї радіостанції а також запрошують на телеканал ICTV ведучим програми «Кліп Дня», яку він веде з початку 1997 до середини 1999 року.

### 1998-2000
З 1998 року Роман стає програмним директором «Music Radio».Одночасно з початку 1999 року Роман стає ведучим спонсорської програми «Camel Rock» що виходить на «Першому Національному». Восени 1999 року Роман отримує запрошення від «Радіо Довіра», де працює програмним директором до кінця 2000 року.

### 2001-2016
З початку 2001 по осінь 2001 працює програмним директором «Радіо Лідер». З осені 2001 Роман стає продюсером першого українського музичного телеканалу «ОТВ» і очолює концертний відділ. З 2005 по 2007 рік Роман працює співдиректором українського офісу «Fashion TV». 2007 року створює власний відео продакшн «Skylab Production», який займається виробництвом телепрограм, сюжетів, рекламних і корпоративних фільмів, рекламних та контент них роликів.
2016 року стає продюсером телеканалу української музики М2. Займає активну громадянську позицію по підтримці та розвитку української музики, стає консультантом та спів ідеологом введення квот на українську музику в фм діапазоні.

### 2020
Роман з Олегом Ходачуком створюють благодійну організацію «Фонд розвитку української музики», яка сприяє розвитку української сучасної музичної культури. Стає автором і ведучим телепроєкту «Легенда з Романом Мухою», яка виходить на більш ніж 40 регіональних та центральних телеканалах України. А також на інтернет платформі YouTube.

## Журі в Конкурсах, фестивалях та преміях
- Золота Жар Птиця
- Чорноморські Ігри
- Хіт Конвеєр
- Українська Пісня
- Краса Країни
- Fashion TV Model Awards 2006—2007 рр
- Музична Премія YUNA

## Сім'я
- Батько — український вчений географ, фізгеограф, кандидат географічних наук, доцент ЛДУ Богдан Муха